# Berliner Journalisten-Schule
Koordinaten: 52° 31′ 28,1″ N, 13° 24′ 43,6″ O
Die Berliner Journalisten-Schule (BJS) ist eine Aus- und Weiterbildungseinrichtung für  Journalisten. Sie wurde 1986 in Zusammenarbeit mit der Deutschen Journalistenschule in München gegründet. 1989 nahm sie ihre selbständige Arbeit in Berlin auf. Jährlich finden mehr als 100 Seminar-Veranstaltungen statt. Die BJS engagiert sich außerdem regelmäßig in Projekten zur Stärkung der Zivilgesellschaft.

## Organisation
Träger der BJS ist seit Ende 2015 die BJS Berliner Journalistenschule gUG (haftungsbeschränkt), nachdem der vormalige Träger, die BJS Berliner Journalisten-Schule gGmbH (seit 1986), in einem Rechtsstreit unter seinen Gesellschaftern im November 2015 Insolvenz angemeldet hatte. Durch die Neuorganisation der Trägerschaft zählt der bis dahin größte Einzelgesellschafter der gGmbH, der Ehemaligen-Verein Freunde und Förderer der Berliner Journalisten-Schule e. V., nicht mehr zum Trägerkreis der BJS. Gesellschafter und Geschäftsführer der gemeinnützigen UG waren von Oktober 2012 bis Februar 2024 die Journalisten Olaf Jahn und Joachim Widmann. Zuvor war der Journalist und langjährige Schulleiter Manfred Volkmar Mehrheitsgesellschafter und Geschäftsführer gewesen. Jahn und Widmann gründeten 2013 als für Kommunikationsthemen zuständige Schwesterfirma die bsjk Berliner Schule für Journalismus und Kommunikation GmbH, die im Juli 2019 umbenannt wurde in BJS Berliner Journalistenschule – Kommunikation GmbH. Im Februar 2024 schied Joachim Widmann sowohl aus der BJS Berliner Journalistenschule gUG als auch aus der BJS Berliner Journalistenschule – Kommunikation GmbH als Gesellschafter und Geschäftsführer aus.
Seit Mitte 2017 hat die BJS ihren Sitz in der Knesebeckstraße 74 in Berlin-Charlottenburg.
Von 1992 bis Mitte 2017 hatte die Berliner Journalisten-Schule ihren Sitz im Pressehaus am Alexanderplatz in der Karl-Liebknecht-Str. 29 in Berlin-Mitte. Für Seminare im Bereich Radio und Fernsehen verfügte die BJS dort über ein eigenes Lehrstudio.
In ihren Räumen in Charlottenburg hat die BJS zwei Schulungsräume mehr als im Pressehaus.

## Weiterbildung
Die Weiterbildung richtet sich an Journalisten im Berufsleben, die sich fortbilden wollen. Es werden Seminare in verschiedenen journalistischen Bereichen angeboten, zum Beispiel Print-, Radio-, Online- und Fernsehkurse. Die kostenpflichtigen Kurse finanzieren den laufenden Betrieb der Schule. Seminare zu Kommunikation und Öffentlichkeitsarbeit, die die Schule zuvor verstärkt angeboten hatte, wurden 2014 von der Partnerschule bsjk Berliner Schule für Journalismus und Kommunikation GmbH (seit 2019: BJS Berliner Journalistenschule – Kommunikation GmbH) übernommen, auch, um – nach den Ethik-Regeln des Journalismus – die gemeinnützige Aus- und Weiterbildung von Journalisten vom PR- und Marketinggeschäft zu trennen.

## Ausbildung
Bis 2009 hat die BJS jährlich 16 junge Journalisten in insgesamt 23 Lehrredaktionen zum Redakteur ausgebildet. Die Ausbildung dauerte 15 Monate und war multimedial angelegt: Es gab Lehreinheiten zu Print, Radio, Online und Fernsehen. Außerdem beinhaltete sie mindestens zwei dreimonatige Praktika. Regelmäßig gab es über 1000 Bewerber für die 16 Plätze des Ausbildungsjahrgangs. Die Kosten übernahm der damalige Trägerverein, für ihren Lebensunterhalt mussten die Schülerinnen und Schüler selbst sorgen.
Finanziert wurde die kostenlose Ausbildung in den Anfangsjahren durch gemeinnützige Aktionen des DJV Berlin, zuletzt über Mittel des Europäischen Sozialfonds und des Berliner Senats. Da die Förderung 2009 nicht fortgeführt wurde, findet derzeit keine Voll-Ausbildung an der BJS statt.
Seit Herbst 2024 bietet die BJS einmonatige Volontärskurse für die externe Ausbildung von Journalisten an.

## Ausbildungsprojekte
Von 2021 bis 2024 hat die BJS in einem Aufklärungsprojekt zum Thema Fake News an Schulen mehrerer Bundesländer Klassen der Stufen 8–10 unterrichtet und dabei rund 3000 Schüler und Schülerinnen erreicht.
Seit 2016 führt die BJS in Ländern der Östlichen Partnerschaft regelmäßig Projekte zur Stärkung der Zivilgesellschaften durch.
2016 veranstaltete die BJS am Flughafen Tempelhof in einer durchsichtigen Kunststoffblase („Medienzelt“) ein dreitägiges gemeinsames Lernen deutscher und geflüchtete Schüler und Schülerinnen zum Thema Fake News.
2015/2016 betreute die Berliner Journalisten-Schule in Zusammenarbeit mit der Robert Bosch Stiftung die Stipendiaten des Programms „Reporters in the Field“, das grenzüberschreitende investigative Rechercheprojekte fördert.
Von 2003 bis 2015 bot die Berliner Journalisten-Schule in Zusammenarbeit mit der Robert Bosch Stiftung jungen Journalisten aus Mittel- und Osteuropa die Gelegenheit zu einem Studien- und Redaktionsaufenthalt in Berlin. Die „Medien-Mittler“ aus Mittel- und Osteuropa reisten zu einem dreimonatigen Studien- und Arbeitsaufenthalt nach Berlin. Im Gegenzug bekamen deutsche Journalisten mit guten Kenntnissen der jeweiligen Landessprache Stipendien für Redaktionsaufenthalte in vielen Ländern Mittel- und Osteuropas.
Von 2004 bis 2010 hat die Berliner Journalisten-Schule gemeinsam mit der Verbraucherzentrale Bundesverband und der Stiftung Warentest das Trainee-Programm „praxis4“ für Verbraucherjournalisten durchgeführt.